# Husa (Paceřice)
Husa (dříve Husa u Sychrova, (německy Hussa) je osada východně od Sychrova a Radimovic v okrese Liberec, dnes část obce Paceřice. Ve vsi se zachovala budova hostince U Divoké husy, podle kterého nese osada jméno. Od vzniku obecního zřízení v roce 1850 byla osada Husa součástí obce Čtveřín, roku 1990 byla administrativně i katastrálně přeřazena k Paceřicím, jejichž jádro leží východně od Husy, za silnicí I/35. Roku 1961 vzniklo sloučením Jednotné zemědělské družstvo Čtveřín, Lažany, Paceřice, Radimovice a Žďárek nové JZD Velký Sychrov a Husa byla střediskem jeho působnosti. Husa je zařazena do ochranného pásma národního kulturní památky zámek Sychrov.

## Historie
První písemná zmínka o vesnici pochází z roku 1721.

## Rodáci
- Petr Bušek – umělecký řezbář
- Bohdan Kaminský – básník, spisovatel a překladatel; syn Petra Buška
- Antonín Beran (1811–1845) – jeden ze zakladatelů Matice české a přítel Antonína Marka
- Josef Resl – římskokatolický kněz